# Moebelia
Moebelia là một chi nhện trong họ Linyphiidae.